# Centaurea mengenensis
Centaurea mengenensis — вид квіткових рослин айстрових (Asteraceae). Ендемік Туреччини.

## Морфологічна характеристика
Новий вид на основі морфологічних і молекулярних даних. Новий вид належить Centaurea subg. Centaurea, як показано як морфологічними, так і молекулярними даними. Число хромосом C. mengenensis становить 2n = 2x = 18, а його поверхня сім’янки нерівномірно бороздчаста. 

## Середовище
Наразі відомий тільки в провінції Болу, між містами Менген і Пазаркой. Було помічено, що цей вид ріс у скельних ущелинах на висоті 760 метрів над рівнем моря, на краю лісу, де домінувала Pinus nigra. Популяція налічувала приблизно 250 особин, розподілених у кілька невеликих груп, які займали площу приблизно 4000 м².